# John M. Parker
John Milliken Parker, född 16 mars 1863 i Mississippi, död 20 maj 1939 i Pass Christian, Mississippi, var en amerikansk politiker och affärsman. Han var Louisianas guvernör 1920–1924.
Parker föddes i Mississippi och flyttade 1871 till New Orleans med sin familj. Efter studier vid Eastman Business School i Poughkeepsie i delstaten New York startade han 1884 sitt eget företag Parker-Hayes Company. År 1888 gifte han sig med Cecille Airey. I slutet av 1890-talet var Parker en av de mest förmögna affärsmän och plantageägare i New Orleans. Han valdes till ordförande för New Orleans handelskammare. Parker förespråkade kvinnlig rösträtt men inte afroamerikanernas rösträtt. I guvernörsvalet 1916 ställde han upp som Progressiva partiets kandidat men förlorade valet mot Ruffin Pleasant.
Parker efterträdde 1920 Pleasant som guvernör och efterträddes 1924 av Henry L. Fuqua. Under Parkers tid som guvernör utbyggdes Louisianas vägnät och han motarbetade Ku Klux Klans verksamhet i delstaten. Som guvernör representerade Parker demokraterna och stöddes till och med av företrädaren Pleasant. År 1939 avled han i Pass Christian och gravsattes på Metairie Cemetery i New Orleans.